# Општина Сухарау (Ботошани)
Сухарау (рум. Suharău) општина је у Румунији у округу Ботошани.
Oпштина се налази на надморској висини од 156 m.